# Gabriela Lesch
Gabriela Katharina „Gabi“ Lesch (* 17. August 1964 in Sulzbach), verheiratete Gabriela Lesch-Sewing, ist eine ehemalige deutsche Mittelstreckenläuferin, die sich auf die 800-Meter-Distanz spezialisiert hatte. 
Für die Bundesrepublik startend gewann sie 1988 bei den Leichtathletik-Halleneuropameisterschaften in Budapest Bronze und erreichte bei den Olympischen Spielen 1988 das Halbfinale. 1989 wurde sie jeweils Fünfte bei den Halleneuropameisterschaften in Den Haag und bei den Hallenweltmeisterschaften in Budapest. Bei den Leichtathletik-Europameisterschaften 1990 in Split schied sie im Halbfinale aus. 1991 gewann sie Silber bei der Universiade, und 1992 wurde sie Fünfte beim Leichtathletik-Weltcup.
Von 1988 bis 1990 wurde sie dreimal in Folge Deutsche Meisterin. In der Halle wurde sie 1989 Meisterin und 1988 sowie 1990 Vizemeisterin.
Gabriela Lesch startete bis 1987 für den TSV Kirchhain und danach für Eintracht Frankfurt. 1991 und 1992 war sie Aktivensprecherin im DLV und übte aufgrund der Erfahrungen in diesem Amt 1993 Kritik an der Aufarbeitung der Dopingproblematik im Verband. Sie ist mit Dirk Sewing verheiratet und lebt heute als Hausfrau und Mutter von zwei Töchtern in Kirchhain.

## Persönliche Bestzeiten
- 400 m: 53,13 s, 26. Juli 1985, Leverkusen
- 800 m: 1:59,24 min, 27. Juni 1991, Helsinki
  - Halle: 2:00,95 min, 12. Februar 1989, Stuttgart
- 1000 m: 2:35,54 min, 10. September 1991, Berlin
  - Halle: 2:40,42 min, 21. Januar 1990, Sindelfingen
- 1500 m: 4:14,45 min, 30. Mai 1990, Sevilla